# Połany
Połany (lit. Palonai) – miasteczko na Litwie, położone w okręgu szawelskim i w rejonie radziwiliskim. Liczy 441 mieszkańców (2001).